# Eine flexible Frau
Eine flexible Frau ist ein deutsches Drama aus dem Jahr 2010 mit Mira Partecke in der Hauptrolle. Die Produktion übernahmen Jan Ahlrichs und Tatjana Turanskyj, die auch Regie führte. Der Film ist der erste Teil der Trilogie Frauen und Arbeit. Ihm folgte 2014 der zweite Teil Top Girl oder La Déformation Professionelle.

## Handlung
Die Architektin und Bauleiterin Greta M. ist eine alleinerziehende 40-jährige Mutter eines 12-jährigen Jungen, die erst kürzlich ihren Job im Architekturbüro verloren hat. Sie ist verschuldet und bewirbt sich bei einem Callcenter. Ihr Sohn findet diese Art von Arbeit nicht angemessen und wird aufmüpfig. Im Callcenter wird sie nach kurzer Zeit wieder entlassen, weil sie zu viel Verständnis für das Desinteresse der Kunden hat und dadurch keine Fertigbauhäuser verkauft bekommt. Greta verfällt dem Alkohol und der Kontakt zu ihrem Sohn reißt immer mehr ab. Sie verliert den Stand in ihrem Leben und driftet von einer Plattitüde zur nächsten. Sie versucht, gegen den Strom der gesellschaftlichen Selbstverständlichkeiten anzuschwimmen und ihre Kreativität auszuleben. Auf diesem Trip in Berlin trifft sie auf die „Stadt der Frauen“.

## Hintergrund
Die Dreharbeiten des Films fanden von 6. Juli 2009 bis zum 21. August 2009 in Berlin statt. Die Uraufführung des Films war im Forum der Internationalen Filmfestspiele Berlin am 18. Februar 2010. Der deutsche Kinostart war am 6. Januar 2011.

## Rezeption
Silvia Hallensleben schrieb für die deutsche Filmzeitschrift epd Film: „Als Versuch, für die aktuelle Seins- und Bewusstseinslage des akademischen Prekariats eine angemessene filmische Form zu finden, ist EINE FLEXIBLE FRAU einer der interessantesten Ansätze der letzten Zeit.“
Isabel Pluta meinte im Internetportal Filmreporter, „Tatjana Turanskyj will mit ihrem Experimentalfilm ein Zeit- und Gesellschaftsbild zeigen“ und „in ihrem Film lässt die Regisseurin ihre Ansichten über die aktuellen Arbeitskonditionen in Deutschland einfließen.“
Kirsten Riesselmann kommentierte in der taz, „Das Spielfilmdebüt von Tatjana Turanskyi (geb. 1966) ist eine Übung in lakonisch ins Bild gesetzter Bitterkeit, die die spezifischen Prekarisierungsrisiken von Frauen ausleuchtet und zusätzlich noch ein Schlaglicht wirft auf die ästhetisch wie sozial fragwürdigen Stadtentwicklungstendenzen in Berlin.“
Maike Mia Höhne, Kuratorin der Berlinale Shorts, äußerte im Interview mit EDITION F, „Tatjana Turanskyj hat mit ihren Filmen ‚Die flexible Frau’ und ‚Top Girl’ oder ‚la déformation professionnelle’ die wichtigsten zeitgenössischen feministischen Filme gedreht.“

## Auszeichnungen
Mira Partecke gewann wegen ihrer brillanten Darstellung als postmoderne, brüchige und emotionale Bummlerin beim Oldenburger Internationalen Filmfest den German Independence Award-Ehrenpreis. Außerdem wurde sie bei diesem Filmfest auch für den German Independence Award-Publikumspreis und German Independence Award-Bester Deutscher Film nominiert.